# پارک هیل (اکلاهما)
پارک هیل(به انگلیسی: Park Hill) شهری در ایالت اکلاهما کشور ایالات متحده آمریکا است که جمعیت آن در سرشماری سال ۲۰۱۰ میلادی، ۳٬۹۰۹ نفر بوده‌است.

## نگارخانه

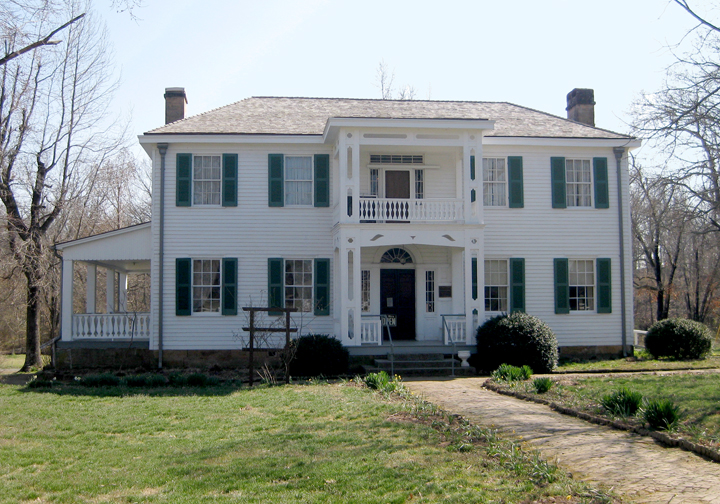
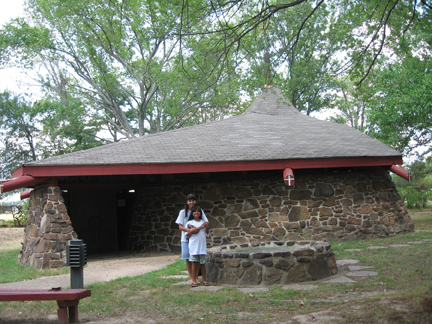
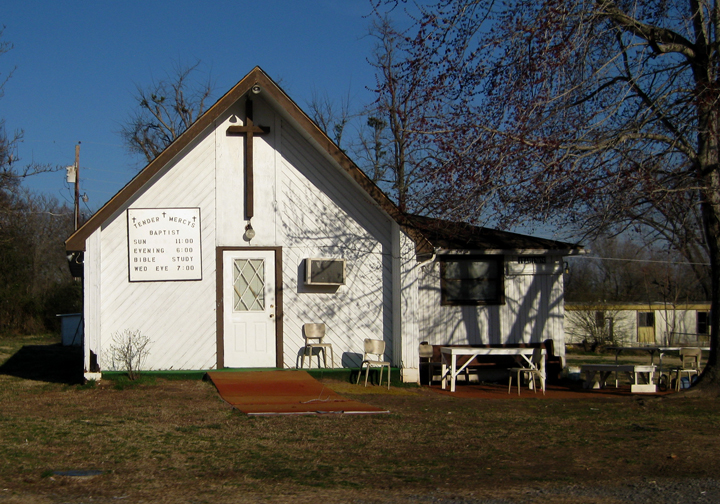